# 1690 Mayrhofer
Az 1690 Mayrhofer (ideiglenes jelöléssel 1948 VB) a Naprendszer kisbolygóövében található aszteroida. Marguerite Laugier fedezte fel 1948. november 8-án, Nizzában.